# Miguel Caneo
Miguel Eduardo Caneo (* 17. August 1983 in General Roca) ist ein ehemaliger argentinischer Fußballspieler und -trainer. Der offensive Mittelfeldspieler wurde Sieger der Copa Libertadores 2003.

## Karriere

### Spieler
Miguel Caneo begann seine Profikarriere 2003 unter Trainer Carlos Bianchi bei den Boca Juniors, wo er bereits in der Jugend gespielt hatte. Trotz seines jungen Alters wurde er in drei Spielen der Copa Libertadores 2003 von Beginn eingesetzt und Boca gewann den Wettbewerb ebenso wie die Apertura-Meisterschaft 2003. Noch während der Saison erlitt er eine Knieverletzung, die ihn mehrere Monate zur Pause zwang. Im Jahr 2005 wechselte er zum Quilmes AC und im Folgejahr zum CSD Colo-Colo, doch schon 2007 kehrte er nach Argentinien zum CD Godoy Cruz zurück. Erst bei Boyacá Chicó fühlte er sich wieder auf dem Niveau von vor der Verletzung. Mit Chico gewann er die Apertura 2008, dem ersten Meistertitel in der Klubhistorie. Caneo hatte mit 13 Treffern als Torschützenkönig einen großen Anteil am Erfolg. Anfang 2010 unterschrieb er erneut beim Quilmes AC, mit dem er bis 2014 zwei Mal den Aufstieg in die argentinische Primera División schaffte. Nach Stationen bei Deportivo Cali und Arsenal de Sarandí unterschrieb er 2016 ein zweites Mal bei Boyaca Chicó und im Folgejahr ein drittes Mal bei Quilmes. Seine letzten Karrierejahre verbrachte Caneo bei Atlanta und den Boca Unidos.

### Trainer
Im Dezember 2023 wurde Caneo als Trainer für die neue Saison bei Boyacá Chicó vorgestellt, wurde aber nach nur fünf Spielen im Februar 2024 ohne Sieg entlassen.

## Erfolge
Boca Juniors
- Argentinischer Meister: 2003-A
- Copa-Libertadores-Sieger: 2003

CSD Colo-Colo
- Chilenischer Meister: 2006-C

Boyacá Chicó
- Kolumbianischer Meister: 2008-I

## Auszeichnungen
- Torschützenkönig der Categoría Primera A: 2008-I